# Walter Washington
Walter Edward Washington (Dawson, 15 de abril de 1915-Washington, D. C.; 27 de octubre de 2003) fue un funcionario y político estadounidense. Fue director ejecutivo del Distrito de Columbia de 1967 a 1979, sirvió como el primer y único alcalde-comisionado de 1967 a 1974 y como el primer alcalde autónomo del distrito de Columbia de 1975 a 1979.
Después de una carrera en vivienda pública en Washington D. C. y Nueva York, fue nombrado alcalde-comisionado del Distrito de Columbia en 1967.
El Congreso había aprobado una ley que otorgaba la autonomía a la capital, al tiempo que reservaba algunas autoridades. Washington ganó la primera elección de alcalde en 1974, y sirvió desde 1975 hasta 1979.

## Vida personal
Washington era el biznieto de los estadounidenses esclavizados. Nació en Dawson, Georgia. Su familia se mudó al norte en la Segunda Gran Migración Negra , y Washington se crio en Jamestown, Nueva York, asistiendo a escuelas públicas. Obtuvo una licenciatura de la Universidad de Howard y una licenciatura en derecho de la Facultad de Derecho de la Universidad de Howard. Fue miembro de la fraternidad Omega Psi Phi.
Washington se casó con Bennetta Bullock, una educadora. Tuvieron una hija juntos, Bennetta Jules-Rosette, quien se convirtió en socióloga. Su esposa Bennetta Washington se convirtió en directora de Women's Job Corps y en primera dama del Distrito de Columbia cuando era alcalde. Ella murió en 1991.

## Carrera
Después de graduarse de Howard en 1948, Washington fue contratado como supervisor de la Autoridad de Vivienda del Callejón de D.C. Trabajó para la autoridad hasta 1961, cuando fue nombrado por el presidente John F. Kennedy como Director Ejecutivo de la Autoridad Nacional de la Vivienda de la Capital. Este era el departamento de vivienda del Distrito de Columbia, que luego era administrado por el Congreso. En 1966, Washington se mudó a la ciudad de Nueva York para dirigir la Autoridad de Vivienda mucho más grande allí en la administración del alcalde John Lindsay.

## Carrera política

### 1967-74: Alcalde-Comisionado
En 1967, el presidente Lyndon Johnson usó su poder de reorganización bajo el Plan de Reorganización N ° 3 de 1967 para reemplazar al gobierno de tres comisionados que había dirigido la capital desde 1871 bajo supervisión del Congreso. Johnson implementó un gobierno más moderno encabezado por un solo comisionado, un comisionado asistente y un consejo municipal de nueve miembros, todos nombrados por el presidente. Johnson nombró al Comisionado de Washington, que en ese momento había sido retitulado informalmente como "Alcalde-Comisionado". (Agentes de poder como Katharine Graham, editora del Washington Post, habían apoyado al abogado blanco Edward Bennett Williams.) Washington fue el primer alcalde afroamericano de una gran ciudad estadounidense, y uno de los tres negros en 1967 elegido para dirigir las principales ciudades. Richard Hatcher de Gary, Indiana y Carl Stokes de Cleveland fueron elegidos ese año.
Washington heredó una ciudad que fue dividida por divisiones raciales, y también tuvo que lidiar con la hostilidad conservadora del Congreso luego de la aprobación de una importante legislación de derechos civiles. Cuando envió su primer presupuesto al Congreso a fines de 1967, el representante demócrata John L. McMillan, presidente del Comité de la Cámara de Representantes del Distrito de Columbia, respondió enviando un camión de sandías a la oficina de Washington. [5] En abril de 1968, Washington enfrentó disturbios tras el asesinato de Martin Luther King Jr. Aunque, según los informes, el director del FBI J. Edgar Hoover lo instó a disparar a los manifestantes, Washington se negó. Más tarde le dijo al Washington Post: "Caminé solo por la ciudad e insté a los jóvenes enojados a irse a casa. Les pedí que ayudaran a las personas que se habían quemado". Solo una persona se negó a escucharlo. 

### 1975-79: Alcalde
El 24 de diciembre de 1973, el Congreso promulgó la Ley de Autonomía y Reorganización Gubernamental del Distrito de Columbia, que prevé un alcalde electo y un consejo municipal. Washington comenzó una vigorosa campaña electoral a principios de 1974 contra seis retadores.
La raza primaria demócrata, la verdadera competencia en la abrumadora ciudad negra demócrata y en su mayoría mayoritaria, finalmente se convirtió en una competencia bidireccional entre Washington y Clifford Alexander, futuro Secretario del Ejército. Washington ganó la apretada carrera por 4.000 votos. Como se esperaba, ganó las elecciones generales de noviembre con una gran mayoría. El gobierno interno entró en vigencia cuando Washington y el nuevo consejo electo, el primer gobierno elegido popularmente de la ciudad desde 1871, asumieron el cargo el 2 de enero de 1975. Washington fue juramentado por el juez de la Corte Suprema Thurgood Marshall.
Aunque personalmente era querido por los residentes, algunos que lo apodaron "tío Walter", Washington lentamente se vio superado por los problemas de administrar lo que era el equivalente de una combinación de gobierno estatal y municipal. El Washington Post opinó que carecía de "presencia de comando". El presidente del consejo, Sterling Tucker, que quería ser alcalde, sugirió que los problemas en la ciudad se debían a la incapacidad de Washington para administrar los servicios de la ciudad. El miembro del consejo [Marion Barry], otro rival, lo acusó de "torpe y fracasado en un gobierno municipal ineficientemente administrado". Washington también se vio limitado por el hecho de que, como ahora, la Constitución confiere al Congreso la máxima autoridad sobre el Distrito. Así, el Congreso retuvo el poder de veto sobre los actos aprobados por el consejo, y muchos asuntos estaban sujetos a la aprobación del consejo.
El Washington Monthly señaló que las "formas gentiles de Washington no movieron la burocracia de la ciudad. Tampoco satisfizo el anhelo de los votantes negros de ver la ciudad manejada por negros por negros. Walter Washington era negro, pero muchos negros sospechaban que él todavía lo era. vinculado a la estructura de poder en su mayoría blanca que había dirigido la ciudad cuando era comisionado ". Durante su administración comenzó muchas iniciativas nuevas, por ejemplo, la Oficina de Asuntos Latinos del Distrito de Columbia.
En las primarias de alcaldes demócratas de 1978, Washington terminó tercero detrás de Barry y Tucker. Abandonó el cargo el 2 de enero de 1979. Al abandonar el cargo, anunció que la ciudad había registrado un superávit presupuestario de $ 41 millones, basado en el sistema de contabilidad de efectivo del gobierno federal. Cuando Barry asumió el cargo, cambió las finanzas de la ciudad al sistema de acumulación más común y anunció que, según este sistema, la ciudad tenía un déficit de $ 284 millones.

## Vida tardía
Después de terminar su mandato como alcalde, Washington se unió al bufete de abogados Burns, Jackson, Miller & Summit, con sede en Nueva York, y se convirtió en socio. Abrió la oficina de la firma en Washington D. C..
Su primera esposa, Benneta, murió en 1991. En 1994, se casó con Mary Burke Nicholas, economista y funcionaria del gobierno. Murió el 30 de noviembre de 2014 a los 88 años.
Washington entró en semiretiro a mediados de la década de 1990. Se retiró por completo a fines de la década a principios de los ochenta. Washington siguió siendo una figura pública querida en el Distrito y fue muy buscado por sus comentarios y consejos políticos. En 2002, respaldó a Anthony A. Williams por un segundo mandato de alcalde. El respaldo de Washington tuvo el peso suficiente para ser notado por todos los medios de comunicación locales.
Washington murió en el Hospital de la Universidad de Howard el 27 de octubre de 2003. Cientos de personas acudieron a verlo acostado en el estado en el Edificio John A. Wilson (Ayuntamiento), y también asistieron a su funeral en la [Catedral Nacional de Washington].

## Honores
- La calle 13½, el callejón corto que bordea el lado este del Edificio Wilson, fue designado Walter E. Washington Way en su honor.
- Un nuevo desarrollo de viviendas en el Distrito 8 se llamó Walter E. Washington Estates.
- En 2006, el Consejo del Distrito de Columbia nombró al Centro de Convenciones de Washington en 801 Mt. Vernon Place NW, como el Centro de Convenciones Walter E. Washington.